# Nude Ants
Nude Ants – Live at the Village Vanguard från 1980 är ett livealbum med Keith Jarretts ”European Quartet”. Albumet spelades in i maj 1979 på jazzklubben Village Vanguard i New York. Albumets titel är en ordlek och förvrängning av New Dance på spår 5.

## Låtlista
All musik är skriven av Keith Jarrett.
1. Chant of the Soil – 17:13
2. Innocence – 8:15
3. Processional – 20:33
4. Oasis – 30:35
5. New Dance – 12:57
6. Sunshine Song – 12:03

## Medverkande
- Keith Jarrett – piano
- Jan Garbarek – tenor- och sopransaxofon
- Palle Danielsson – bas
- Jon Christensen – trummor